# Australobius murphyi
Australobius murphyi är en mångfotingart som beskrevs av Wang 1967. Australobius murphyi ingår i släktet Australobius och familjen stenkrypare. Inga underarter finns listade i Catalogue of Life.